# Quách Thụ Thanh
Quách Thụ Thanh (tiếng Trung: 郭树清; sinh tháng 8 năm 1956) là một chính trị gia, chủ ngân hàng và điều hành tài chính người Trung Quốc. Ông hiện đang là chủ tịch của Ủy ban Điều hành Ngân hàng Trung Quốc.
Ông dành phần lớn sự nghiệp của mình trong ngành tài chính. Trước đây ông từng là Tỉnh trưởng Chính phủ Nhân dân tỉnh Sơn Đông và Phó Bí thư Tỉnh uỷ tỉnh Sơn Đông, Chủ tịch Ủy ban Điều hành Chứng khoán Trung Quốc (CSRC), Chủ tịch Ngân hàng Xây dựng Trung Quốc, Chủ tịch Quản lý Ngoại hối Nhà nước, Phó Thống đốc Ngân hàng Nhân dân Trung Quốc và phó Tỉnh trưởng Chính phủ Nhân dân tỉnh Quý Châu cũng như giám đốc Quản lý Ngoại hối Nhà nước.

## Tiểu sử
Quách Thụ Thanh sinh vào tháng 8 năm 1956 tại Chahar Hữu Dực Hậu, khu tự trị Nội Mông, Trung Quốc, gần thành phố Ulanqab. Ông là người Hán. Vào tháng 8 năm 1974, ông tham gia một xã nông nghiệp ở Tứ Tử Vương, gần thủ phủ Hohhot, với tư cách là một người lao động trong phong trào Vận động xuống nông thôn. Năm 1978, ông có mặt trong đợt sinh viên đầu tiên trở lại trường sau cuộc cách mạng văn hóa, một thời kỳ đình chỉ hiệu quả giáo dục đại học ở Trung Quốc. Ông tốt nghiệp Đại học Nam Khai, một trong những trường đại học hàng đầu của đất nước, vào năm 1982 và sau đó theo đuổi bằng thạc sĩ tại Viện Khoa học xã hội Trung Quốc.
Sau khi tốt nghiệp, ông tiếp tục tham gia vào nghiên cứu học thuật trong khi hoàn thành bằng tiến sĩ về luật. Trong giai đoạn nghiên cứu của mình, ông cũng làm việc một thời gian ngắn như một nhà nghiên cứu tại văn phòng Hội đồng Nhà nước phụ trách cải cách kinh tế; ông cũng đã có một chuyến đi du học dài một năm đến Học viện St Antony tại Đại học Oxford.
Bắt đầu từ năm 1988, ông đã trở thành một nhà nghiên cứu toàn bộ thời gian tại Hội đồng Nhà nước, làm việc trong các tư cách khác nhau cho các tổ chức liên quan đến chuyển dịch cơ cấu kinh tế. Vào tháng 3 năm 1996, ông trở thành Tổng thư ký của Ửy ban Quốc gia Phụ trách Quản lý Kinh tế vĩ mô. Năm 1998, ông được chuyển đến tỉnh Quý Châu làm Phó Tỉnh trưởng Chính phủ Nhân dân tỉnh Quý Châu.
Năm 2001, ông trở thành giám đốc của Sở Quản lý Ngoại hối Nhà nước, Phó Thống đốc Ngân hàng Nhân dân Trung Quốc, ngân hàng trung ương của Trung Quốc. Năm 2003, ông trở thành giám đốc điều hành của Công ty TNHH Đầu tư Hội Kim Trung ương, một công ty con thuộc sở hữu nhà nước của Tổng công ty Đầu tư Trung Quốc. Năm 2005, ông trở thành chủ tịch hội đồng quản trị của Ngân hàng Xây dựng Trung Quốc, một trong những ngân hàng lớn nhất Trung Quốc theo doanh thu. Ông phục vụ trong vai trò đó trong hơn sáu năm. Năm 2011, ông đảm nhiệm vị trí Chủ tịch Ủy ban Điều hành Chứng khoán Trung Quốc (CSRC), cơ quan quản lý chứng khoán của Trung Quốc.
Vào tháng 3 năm 2013, ông được bổ nhiệm làm Tỉnh trưởng Chính phủ Nhân dân tỉnh Sơn Đông. Ông là ủy viên dự khuyết của Ủy ban Trung ương Đảng Cộng sản Trung Quốc khóa XVII, ủy viên chính thức của Ủy ban Trung ương Đảng Cộng sản Trung Quốc khóa XVIII và khóa XIX. Năm 2017, ông được bầu làm chủ tịch Ủy ban Điều hành Ngân hàng Trung Quốc.